# Bentinkshof

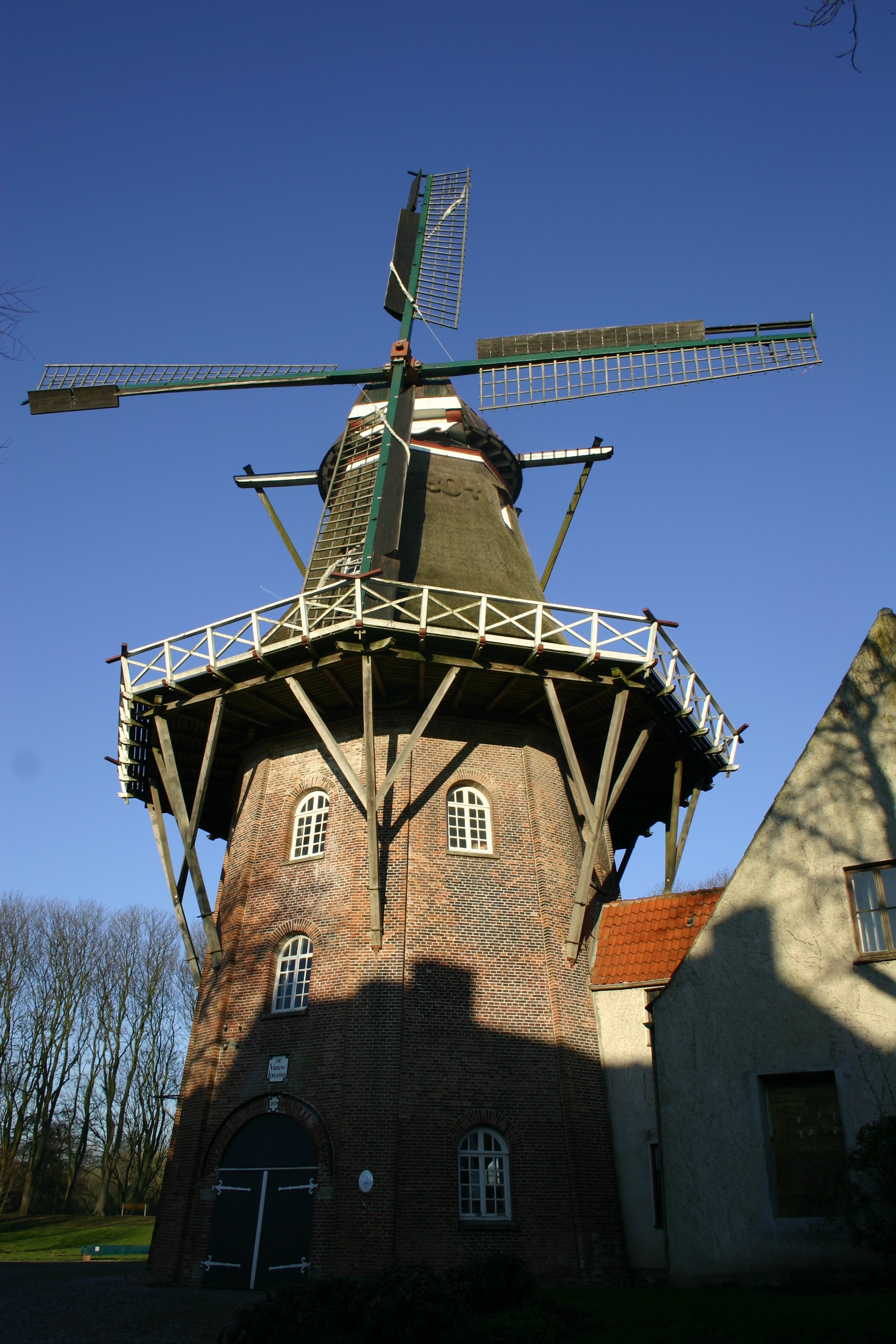
De Vrouw Johanna

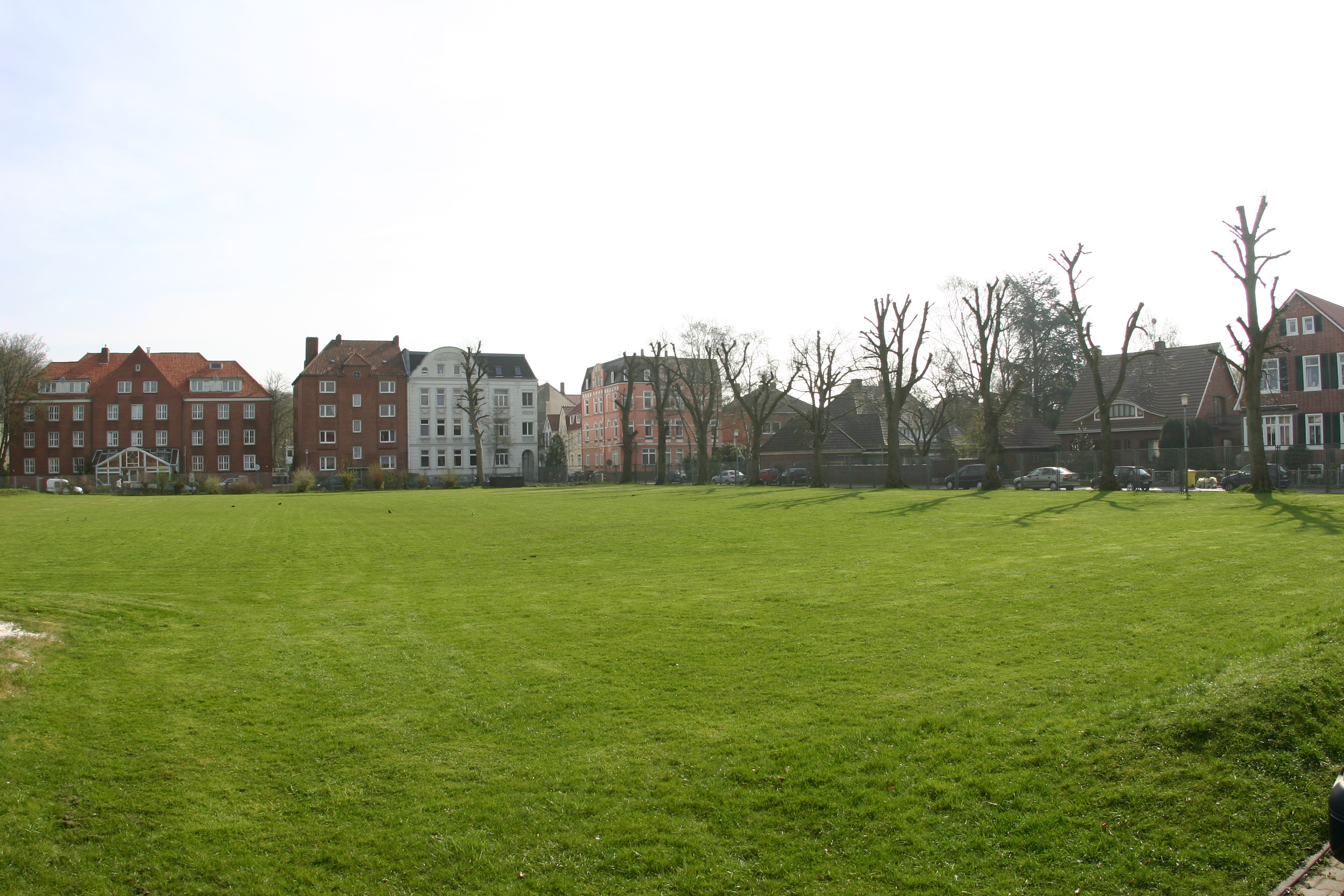
Bronsplatz des Emder Turnvereins

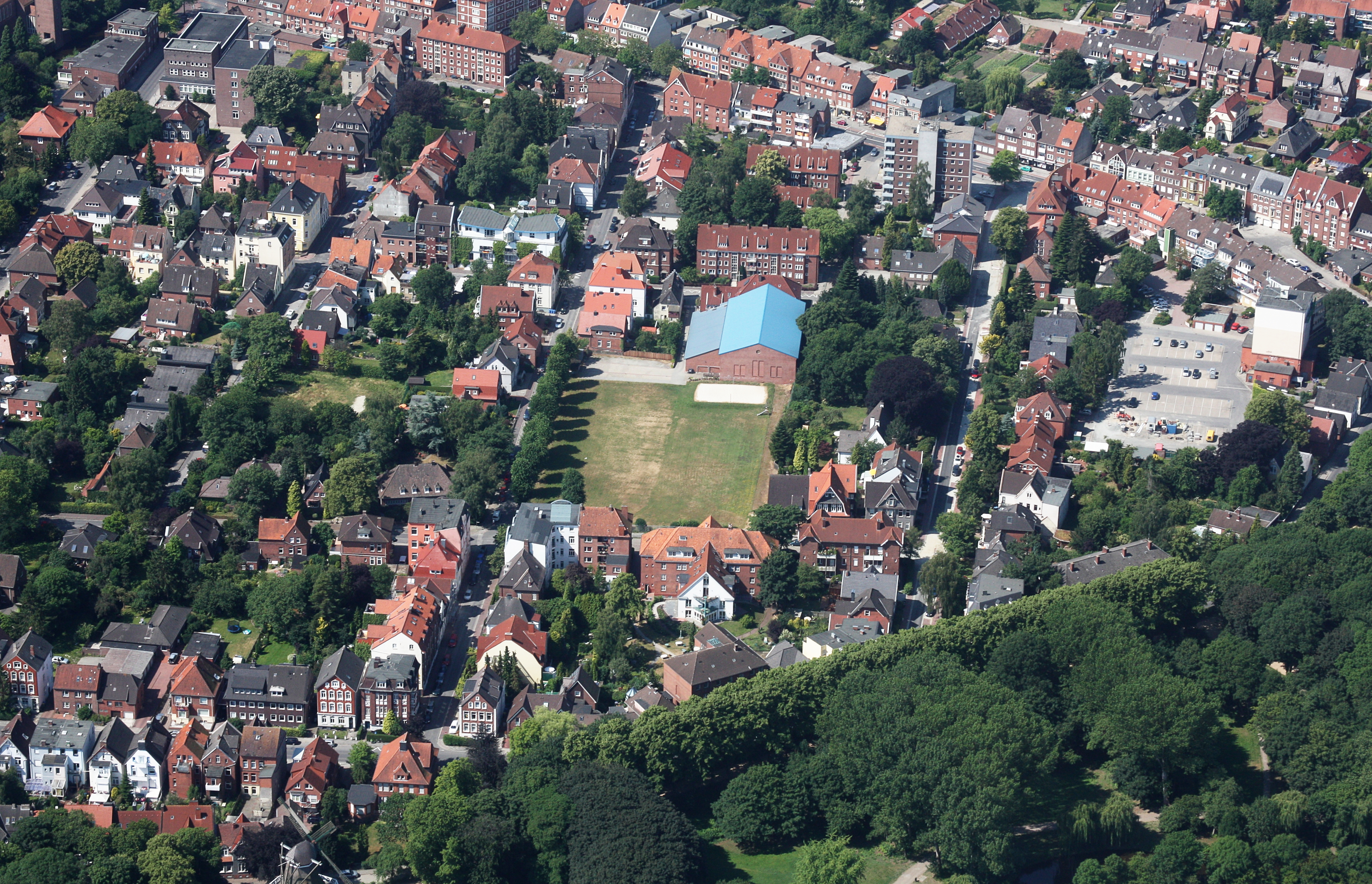
Luftbild des Stadtteils

Das Bentinkshof-Viertel liegt im Stadtzentrum Emdens innerhalb des Emder Walls. Es wird von der Stadt Emden statistisch nicht als eigenständiger Stadtteil geführt, sondern gilt als einer der sechs Stadtteile des Stadtzentrums mit zusammen 8677 Einwohnern. Im Gegensatz zu anderen Teilen des Stadtkernes haben viele alte Gebäude, insbesondere aus dem späten 19. und frühen 20. Jahrhundert, die Bombardierungen Emdens im Zweiten Weltkrieg überstanden.

## Lage
Die nördliche und östliche Begrenzung des Stadtteils bildet der Emder Stadtgraben als Teil der frühneuzeitlichen Festungsanlage der Stadt. Im Westen wird der Stadtteil durch das Hinter Tief begrenzt, nach Süden durch den Alten Graben. Nördlich von Bentinkshof befindet sich der Stadtteil Barenburg, östlich Wolthusen, südlich Groß-Faldern und westlich Boltentor.
Nach einer älteren Erhebung, dargelegt im Verkehrsentwicklungsplan der Stadt Emden, hatte Bentinkshof Ende der 1990er-Jahre 933 Einwohner.

## Verkehr
Die Neutorstraße als Teil der wichtigsten Nord-Süd-Verbindung in Emden gehört mit 14.000 bis fast 16.000 Fahrzeugen pro Tag zu den am stärksten mit Autoverkehr belasteten Straßen der Innenstadt. Als Umfahrung der Innenstadt wird zudem der Philosophenweg stark genutzt, zu Beginn der 2000er-Jahre wurden im Tagesdurchschnitt etwa 7000 Autos gezählt. Mehr als 7000 Fahrzeuge verkehrten im Tagesdurchschnitt auf der Straße Zwischen beiden Bleichen, die eines der „Einfallstore“ in die Emder Innenstadt aus Richtung Osten bildet.

## Unternehmen und Institutionen
Im Stadtteil, an der Straße Zwischen beiden Bleichen, liegt die örtliche Geschäftsstelle der Allgemeinen Ortskrankenkasse, untergebracht in einem Bau des Klinker-Expressionismus aus den 1920er-Jahren. Die Neutorstraße ist eine der Haupteinkaufsstraßen Emdens, entsprechend finden sich dort viele Einzelhändler und einige Gastronomiebetriebe. Darüber hinaus sind in dem Viertel eine größere Anzahl von Arztpraxen ansässig, häufiger in Villen und anderen Einzelhäusern, jedoch auch im achtstöckigen sogenannten Ärztehochhaus an der Neutorstraße. Darüber hinaus befindet sich eine größere Tanzschule in Bentinkshof.
Der Sitz des Sprengel Ostfriesland-Ems ist ebenfalls in Bentinkshof zu finden.

## Sehenswürdigkeiten
Die Mühle De Vrouw Johanna ist in diesem Stadtteil gelegen. Direkt neben der Mühle befindet sich eine Paddel- und Pedalstation, an der Besucher sich wahlweise Fahrräder oder Kanus ausleihen können, um damit zu einer benachbarten Station zu gelangen, wo die Fortbewegungsmittel wieder abgegeben werden. Die Paddel-und-Pedalstation liegt nur wenige Meter von der Mühle entfernt am Emder Stadtgraben, der Teil des weitläufigen ostfriesischen Wasserstraßennetzes ist. Ein Gebäude des Klinker-Expressionismus ist das ehemalige Kino Apollo, in dem ein Kulturzentrum entstehen soll.

## Sport
Im Bentinkshof-Viertel befinden sich die Halle und das Sportgelände des Emder Turnvereins, der 1869 gegründet wurde und damit der älteste Sportverein der Stadt ist. Die Halle und der anliegende Platz sind nach der Emder Reeder-Familie Brons (AG Ems) benannt, die im Verein eine maßgebliche Rolle spielte. Der ETV erhielt das Gelände unter der Maßgabe, es weiter für Vereinszwecke zu nutzen und nicht zu veräußern, weshalb sich im innerstädtisch gelegenen Bentinkshof-Viertel bis heute die große Freifläche des Bronsplatzes inmitten zumeist älterer Häuser befindet. Dort finden die Freiluft-Sportler des ETV ihre Trainingsmöglichkeiten. Kurz nach seiner Gründung 1946 spielte auch Kickers Emden auf dem Bronsplatz, bis er auf den Sportplatz des Emder Vereins Freie Turnerschaft 03 auswich und 1950 schließlich sein eigenes Sportgelände bezog. Kickers ging unter anderem aus der 1928 gegründeten Fußballabteilung des ETV hervor.
Am Emder Stadtgraben befinden sich darüber hinaus die Bootshäfen des Wassersportvereins Emden und des Emder Segelvereins.